# Léopold Panet
Pour les articles homonymes, voir Panet.
Léopold Panet, né en 1820 à Gorée où il est mort le 15 février 1859, est un explorateur franco-sénégalais du Sahara.

## Biographie
Léopold Panet est un métis sénégalais originaire de Gorée. Instruit, il part en 1847 comme secrétaire-interprète de Jean-Baptiste Raffenel qui veut traverser l'Afrique du Nord depuis Saint-Louis du Sénégal jusqu'aux sources du Nil. La mission est stoppée dans le Kaarta.
En 1849, Panet reçoit une mission du ministère de la Marine et de la Société de géographie pour relier le Sénégal au Maroc via la Mauritanie. Cette mission revêt un caractère symbolique puisqu'elle est confiée à un noir juste après l'abolition de l'esclavage par la Deuxième République.
Sa première tentative est arrêtée par les Maures Brakna à Boutilimit en 1849. Il repart en janvier 1850 avec un juif marocain qui s'engage à le conduire jusqu'à Mogador. Il est escorté par douze hommes et une trentaine de chameaux grâce à une subvention du gouverneur du Sénégal, et emporte des instruments scientifiques. La mission longe l'océan puis s'enfonce à l'intérieur des terres. Au pied de l'Adrar, Panet étudie le commerce de l'or et du sel. Il est attaqué et dévalisé mais continue sa mission vers le nord et arrive le 25 mai 1850 à Mogador, où il est secouru par le consul de France et renvoyé à Marseille. La relation de voyage qu'il a écrite est peu précise et confuse[réf. nécessaire].
Léopold Panet est connu essentiellement pour avoir exploré des zones de l'Afrique bien avant les explorateurs blancs, qui n'y parviendront qu'au début du XXe siècle.

## Philatélie
En 1969, à l'occasion du 150e anniversaire de la naissance de l'explorateur, la République du Sénégal émet un timbre de 75 F intitulé « Léopold Panet (1819-1859). Premier explorateur du Sahara mauritanien ».

## Œuvres
- « Relation d'un voyage du Sénégal à Soueira (Mogador) », Revue coloniale, nov.-déc. 1850.